# عدد نادسن
عدد نادسن (به انگلیسی: Knudsen number) عددی بی بعد می باشد که از نسبت مسافت آزاد میانگین مولکولی به مقیاس طول فیزیکی حاصل می‌شود.
این مقیاس طول فیزیکی می‌تواند به عنوان مثال شعاع یک جسم در داخل سیال باشد. عدد نادسن به افتخار فیزیک‌دان دانمارکی مارتین نادسن (به دانمارکی: Martin Knudsen) نامگذاری شده‌است.
این عدد با نماد {\displaystyle Kn} نشان داده می‌شود و به صورت زیر تعریف می‌شود:
{\displaystyle {\mathit {Kn}}={\frac {\lambda }{L}}}
در این رابطه:
- {\displaystyle \lambda } = مسافت آزاد میانگین [L1]
- {\displaystyle L} = مقیاس طول فیزیکی [L1]

برای یک گاز ایده‌آل، عدد نادسن به سادگی قابل محاسبه است:
{\displaystyle {\mathit {Kn}}={\frac {k_{B}T}{{\sqrt {2}}\pi \sigma ^{2}pL}}}
در این رابطه:
- {\displaystyle k_{B}} ثابت بولتزمن (1.3806504(24) × 10−23 J/K در SI باواحد), [M1 L2 T−2 θ−1]
- {\displaystyle T} دمای ترمودینامیکی، [θ1]
- {\displaystyle \sigma } قطر ذرات، [L1]
- {\displaystyle p} فشار کل، [M1 L−1 T−2].

## جستار های وابسته
- نفوذ نادسن
- دینامیک سیالات
- عدد ماخ